# Berijev Be-10
Berijev Be-10, tudi Izdelije M oziroma M-10, (NATO oznaka: Mallow) je bil sovjetski dvomotorni reaktivni leteči čoln. Be-10 je bil namenjen patruliranju morja, torpednim napadom in polaganju morskih min. Največja hitrost je bila 910 km/h. Be-10 je postavil več FAI rekordov v svoji kategoriji.

## Specifikacije(Be-10)
Podatki iz Beriev's Jet Flying Boats
Splošne značilnosti
- Posadka: 3
- Dolžina: 31,45 m (103 ft 2 in)
- Razpon kril: 28,6 m (93 ft 10 in)
- Višina: 10,7 m (35 ft 1 in)
- Površina kril: 130 m2 (1.400 sq ft)
- Teža praznega letala: 27.356 kg (60.310 lb)
- Bruto teža: 45.000 kg (99.208 lb)
- Maks. vzletna teža: 48.500 kg (106.924 lb)
- Kapaciteta goriva: 18.750 kg (41.337 lb)
- Ugrez 1,75 m (5,74 ft)
- Pogon letala: 2 × Ljulka AL-7PB turboreaktivni motor, 71,2 kN (16.000 lbf) potisk motorjev  vsak

Zmogljivost
- Maks. hitrost: 910 km/h (565 mph; 491 kn) na 5.000 m (16.400 ft)
- Doseg: 2.895 km (1.799 mi; 1.563 nmi)
- Višina leta: 12.500 m (41.010 ft)
- Hitrost vzpenjanja: 10,288 m/s (2.025,2 ft/min)
- Čas do višine: 5.000 m (16.400 ft) v 8,1 minutah

Oborožitev

- Strelno orožje: 4 × 23 mm (0.90 in) Afanasev Makarov AM-23 top
- Izstrelki: Do 3 RAT-52 torpedi
- Bombe: 12 × FAB-250 250 funtne bombe ali ena FAB-3000 3000 funtna bombaAnti-shipping mines.